# Дрєтома
Дрєтома (словац. Drietoma) — село, громада округу Тренчин, Тренчинський край. Кадастрова площа громади — 35.83 км².
Населення 2256 осіб (станом на 31 грудня 2020 року).

## Історія
Дрєтома згадується 1244 року.

## Населення
| Рік:            | 1994. | 2004.   | 2014.    | 2024.   |
| --------------- | ----- | ------- | -------- | ------- |
| Кількість осіб: | 2028  | 2047    | 2262     | 2187    |
| Різниця:        |       | +0,93 % | +10,50 % | -3,31 % |

| Рік:            | 2023. | 2024.   |
| --------------- | ----- | ------- |
| Кількість осіб: | 2191  | 2187    |
| Різниця:        |       | -0,18 % |